# Forat negre de Reissner Nordström
Un forat negre de Reissner-Nordström és aquell que es defineix per dos paràmetres: la massa M i la càrrega elèctrica Q. Aquesta solució va ser obtinguda en 1918 pel matemàtic Hans Reissner i el físic teòric Gunnar Nordström a les equacions de camp de relativitat al voltant d'un objecte massiu carregat elèctricament i mancat de moment angular. Els forats de Reissner-Nordström són un tipus de forat negre de Kerr-Newman.

## Descripció geomètrica
El forat negre de Reissner-Nordström és una regió de l'espai isòtropa, que queda delimitada per dos horitzons de successos: un d'intern anomenat horitzó de Cauchy amb càrrega negativa i un d'extern anomenat simplement horitzó de successos amb càrrega positiva. A causa de la mancança de moment angular, ambdós horitzons tenen forma completament esfèrica on al centre es troba una singularitat gravitacional simple, és a dir, que no té forma toroidal com és el cas dels forats negres de Kerr-Newman.
L'equació que determina la distància de la singularitat respecte als dos horitzons depèn únicament de la massa i la càrrega del forat negre, en unitats del sistema internacional:
{\displaystyle r=r_{\pm }={\frac {G}{c^{2}}}\left(M\pm {\sqrt {M^{2}-{\frac {Q^{2}}{4\pi \epsilon _{0}G}}}}\right)}
on:
- r és la distància de cada horitzó de successos,
- M és la massa,
- Q és la càrrega elèctrica. El valor positiu ({\displaystyle r_{+}}) per l'horitzó de successos i el valor negatiu ({\displaystyle r_{-}}) per l'horitzó de Cauchy.

### Relació entre la càrrega Q i la massa M
Els valors de la càrrega i la massa influeixen molt en els forats negres de Reissner-Nordström, ja que és la seva relació la que determina el límit entre els seus horitzons de successos. Hi ha tres relacions:
- Cas 1: si el valor de la càrrega total és superior al de la massa els dos horitzons es mantenen a una distància raonable. Molt similar al forat negre de Schwarschild, però amb dos horitzons.[4]
- Cas 2: si el valor de la càrrega total és igual al de la massa els dos horitzons es fusionen, deixant un únic horitzó.[4]
- Cas 3: si el valor de la càrrega total és inferior al de la massa els dos horitzons s'anul·len, deixant visible la singularitat,[4] el que es coneix com a singularitat nua. Aquest cas no es creu possible, ja que es considera impossible l'existència de singularitats nues. En part per la hipòtesi de la censura còsmica,[5] proposada per Roger Penrose el 1965, que no permet la seva existència.

Depenent de si la càrrega total és positiva o negativa, el forat negre tendirà a atreure o a repel·lir qualsevol objecte que se li apropi, tot i això, la força gravitatòria és més gran i, per tant, sempre atraurà.